# Bryodemella holdereri
Bryodemella holdereri är en insektsart som först beskrevs av Krauss 1901.  Bryodemella holdereri ingår i släktet Bryodemella och familjen gräshoppor. Inga underarter finns listade i Catalogue of Life.